# Fabián Estay
Fabián Estay (* 5. Oktober 1968 in Santiago de Chile) ist ein ehemaliger chilenischer Fußballspieler, der vorwiegend im Mittelfeld agierte.

## Laufbahn

### Vereine
Estay begann seine Profikarriere bei seinem „Heimatverein“ Universidad Católica, mit dem er 1987 die chilenische Fußballmeisterschaft gewann.
1991 wechselte er zum FC St. Gallen in die Schweiz und kehrte nach anderthalb Jahren in seine Heimat zurück, wo er vom Club Universidad de Chile verpflichtet wurde. Nach einem halben Jahr ging er erneut nach Europa und unterschrieb einen Vertrag bei Olympiakos Piräus.
1995 verbrachte er erneut in Chile, wo er diesmal beim Rekordmeister Colo-Colo unter Vertrag stand.
Anschließend wechselte er nach Mexiko, wo er bis zum Ende des Jahres 2004 blieb. Die ersten vier Jahre verbrachte er beim Deportivo Toluca FC, mit dem er zwei Meistertitel gewann. Unmittelbar nach dem Gewinn der Meisterschaft im Sommer 1999, als er gleichzeitig – und bereits zum dritten Mal – zum Fußballer des Jahres in Mexiko gewählt worden war, unterschrieb er beim Club América, mit dem er im Sommer 2002 einen weiteren Meistertitel gewann. Danach stand er bei den ebenfalls in der Primera División spielenden Vereinen Atlante und Santos Laguna unter Vertrag, ehe er im ersten Halbjahr 2004 ein Gastspiel beim Zweitligisten CF Acapulco absolvierte. Von dort gelang ihm die Rückkehr zum Deportivo Toluca FC, für den er im zweiten Halbjahr 2004 wieder in der ersten mexikanischen Liga spielte.
Von hier aus wechselte er für das Spieljahr 2005 nach Kolumbien, wo er bei América de Cali unter Vertrag stand. Seine letzte Station war der in seiner Heimatstadt Santiago ansässige CD Palestino.

### Nationalmannschaft
Zwischen 1990 und 2001 absolvierte Estay insgesamt 68 Einsätze für die chilenische Nationalmannschaft und erzielte dabei fünf Tore. Höhepunkt seiner Laufbahn als Nationalspieler war die Teilnahme an der Fußball-Weltmeisterschaft 1998, bei der er in allen vier Spielen seines Heimatlandes zum Einsatz kam.

## Erfolge
- Chilenischer Meister: 1987
- Mexikanischer Meister: Verano 1998, Verano 1999, Verano 2002
- Fußballer des Jahres in Mexiko: Winter 1997, Sommer 1998, Sommer 1999